# Tarsac
Tarsac é uma comuna francesa na região administrativa de Occitânia, no departamento de Gers. Estende-se por uma área de 4,51 km². Em 2010 a comuna tinha 171 habitantes (densidade: 37,9 hab./km²).